# تپه و گورستان آغ بلاغ
تپه و قبرستان آغ بلاغ مربوط به سده‌های اولیه و میانه دوران‌های تاریخی پس از اسلام است و در شهرستان سرآب، بخش مرکزی، دهستان ابرغان، روستای آغ بلاغ واقع شده و این اثر در تاریخ ۱۵ دی ۱۳۸۷ با شمارهٔ ثبت ۲۳۹۷۰ به‌عنوان یکی از آثار ملی ایران به ثبت رسیده است.